# Spanyolország atomreaktor-állománya

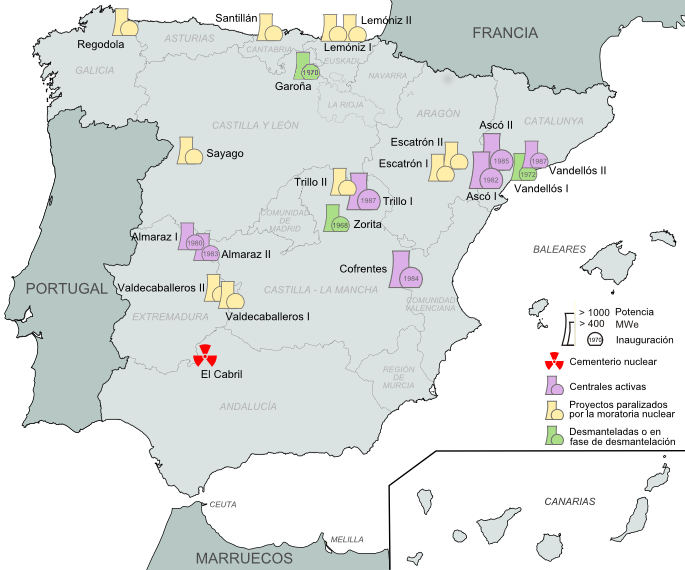
Atomerőművek Spanyolországban.

Spanyolország atomreaktor-állománya hét működő blokkból áll, amelyek öt erőműben találhatók: Almaraz (két reaktor), Ascó (két reaktor), Cofrentes, Trillo és Vandellós, összesen 7860 MW bruttó kapacitással. 2019-ben a spanyol atomerőművek 55 843 GWh-t termeltek, ami a nettó villamosenergia-termelés 21,43%-át teszi ki.
További hat másik reaktor, összesen 653 MW bruttó teljesítményt nyújt, már használaton kívüli és a leszerelési folyamat különböző fázisaiban: A José Cabrera erőmű, ismertebb nevén Zorita, amely 2006. április 30-án szüntette be működését, biztonságos leállásban; Vandellós I, 1989 októberében bekövetkezett tűzeset utáni várakozási szakaszban  valamint négy kisebb kutatási és kísérleti reaktor, három teljesen lebontva, a Madridban, a Centro de Investigaciones Energéticas, Medioambientales y Tecnológicas (Energia-, Környezetvédelmi és Technológiai Kutatóközpont) székhelyén található JEN-1 MOD néven ismert negyedik reaktor magját pedig lebontották, de a nagy aktivitású hulladékot még mindig a helyszínen tárolják, és a folyamatnak 2006-ban kellett volna befejeződnie. 
1984. április 1-je óta Spanyolországban moratóriumot vezettek be, amelynek értelmében új erőművek építését nem tervezték, és minden meglévő projektet, mint például a Lemóniz és a Valdecaballeros (egyenként két reaktor), illetve a még meg nem valósultakat felfüggesztették és törölték. 2011 februárjában a szenátus elfogadta az úgynevezett fenntartható gazdaságról szóló törvényt, amely lehetővé teszi az atomerőművek élettartamának negyven évnél hosszabb időre történő meghosszabbítását, ha azt a Nukleáris Biztonsági Tanács (CSN) engedélyezi.

## Műszaki jellemzők
|                       | Helyszín                                      | Helyszín    | Reaktor | Reaktor          | Reaktor    | Teljesítmény | Teljesítmény |                         |                        |
| Egység                | Város                                         | Tartomány   | Típus   | Márka            | Modell     | Bruttó       | Nettó        | Állapot                 | Állapot                |
| --------------------- | --------------------------------------------- | ----------- | ------- | ---------------- | ---------- | ------------ | ------------ | ----------------------- | ---------------------- |
| Almaraz I             | Almaraz                                       | Cáceres     | PWR     | Westinghouse     | WE 3-loops | 1045 MW      | 1004 MW      | &0000000000000004000000 | Működik                |
| Almaraz II            | Almaraz                                       | Cáceres     | PWR     | Westinghouse     | WE 3-loops | 1044 MW      | 1006 MW      | &0000000000000004000000 | Működik                |
| Aragón I              | Sástago                                       | Zaragoza    |         |                  | —          |              |              | &0000000000000000000000 | A projektet törölték   |
| Aragón II             | Sástago                                       | Zaragoza    |         |                  | —          |              |              | &0000000000000000000000 | A projektet törölték   |
| Arbi                  | Bilbao                                        | Bizkaia     | PTR     | Argonne          | Argonaut   | 10 kW        | —            | &0000000000000001000000 | Lebontva               |
| Argos                 | Barcelona                                     | Barcelona   | PTR     | Argonne          | Argonaut   | 1 kW         | —            | &0000000000000001000000 | Lebontva               |
| Ascó I                | Ascó                                          | Tarragona   | PWR     | Westinghouse     | WE 3-loops | 1033 MW      | 995 MW       | &0000000000000004000000 | Működik                |
| Ascó II               | Ascó                                          | Tarragona   | PWR     | Westinghouse     | WE 3-loops | 1027 MW      | 997 MW       | &0000000000000004000000 | Működik                |
| Asperillo I           | Almonte                                       | Huelva      |         |                  |            |              |              | &0000000000000000000000 | A projektet törölték   |
| Asperillo II          | Almonte                                       | Huelva      |         |                  |            |              |              | &0000000000000000000000 | A projektet törölték   |
| Bajo Cinca            | Chalamera                                     | Huesca      |         |                  |            |              |              | &0000000000000000000000 | A projektet törölték   |
| Cabo Cope             | Águilas                                       | Murcia      |         |                  |            |              |              | &0000000000000000000000 | A projektet törölték   |
| Cofrentes             | Cofrentes                                     | Valencia    | BWR     | General Electric | BWR-6      | 1092 MW      | 1064 MW      | &0000000000000004000000 | Működik                |
| Coral I               | Madrid                                        | Madrid      | ZPPR    |                  |            | 50 W         | —            | &0000000000000001000000 | Lebontva               |
| Escatrón I            | Escatrón                                      | Zaragoza    | PWR     |                  |            | 979 MW       | 930 MW       | &0000000000000000000000 | A projektet törölték   |
| Escatrón II           | Escatrón                                      | Zaragoza    | PWR     |                  |            | 979 MW       | 930 MW       | &0000000000000000000000 | A projektet törölték   |
| José Cabrera          | Almonacid de Zorita                           | Guadalajara | PWR     | Westinghouse     | WE 1-loop  | 150 MW       | 141 MW       | &0000000000000003000000 | Biztonságos leállítás  |
| JEN-1 MOD             | Madrid                                        | Madrid      | PTR     |                  |            | 3 MW         | —            | &0000000000000002000000 | Bontás alatt           |
| La Ametlla I          | L’Ametlla de Mar                              | Tarragona   |         |                  |            |              |              | &0000000000000000000000 | A projektet törölték   |
| La Ametlla II         | L’Ametlla de Mar                              | Tarragona   |         |                  |            |              |              | &0000000000000000000000 | A projektet törölték   |
| Lemóniz I             | Lemóniz                                       | Bizkaia     | PWR     |                  |            | 930 MW       | 883 MW       | &0000000000000000000000 | Építés előtt törölték. |
| Lemóniz II            | Lemóniz                                       | Bizkaia     | PWR     |                  |            | 930 MW       | 883 MW       | &0000000000000000000000 | Építés előtt törölték. |
| Oguella I             | Ea Ispáster                                   | Bizkaia     |         |                  |            |              |              | &0000000000000000000000 | A projektet törölték   |
| Oguella II            | Ea Ispáster                                   | Bizkaia     |         |                  |            |              |              | &0000000000000000000000 | A projektet törölték   |
| Páramo                | Valencia de Don Juan                          | León        |         |                  |            |              |              | &0000000000000000000000 | A projektet törölték   |
| Punta Mendaca I       | Deba                                          | Gipuzkoa    |         |                  |            |              |              | &0000000000000000000000 | A projektet törölték   |
| Punta Mendaca II      | Deba                                          | Gipuzkoa    |         |                  |            |              |              | &0000000000000000000000 | A projektet törölték   |
| Regodela              | Xove                                          | Lugo        | PWR     |                  |            | 1000 MW      | 970 MW       | &0000000000000000000000 | A projektet törölték   |
| Santillán             | San Vicente de la Barquera Val de San Vicente | Cantabria   | PWR     |                  |            | 1000 MW      | 970 MW       | &0000000000000000000000 | A projektet törölték   |
| Sayago                | Moral de Sayago                               | Zamora      | PWR     |                  |            | 1075 MW      | 1030 MW      | &0000000000000000000000 | A projektet törölték   |
| Santa María de Garoña | Santa María de Garoña                         | Burgos      | BWR     | General Electric | BWR-3      | 466 MW       | 446 MW       | &0000000000000002000000 | Várakozási szakaszban  |
| Tarifa I              | Tarifa                                        | Cádiz       |         |                  |            |              |              | &0000000000000000000000 | A projektet törölték   |
| Tarifa II             | Tarifa                                        | Cádiz       |         |                  |            |              |              | &0000000000000000000000 | A projektet törölték   |
| Trillo I              | Trillo                                        | Guadalajara | PWR     | Siemens-KWU      | WE 3-loops | 1066 MW      | 1003 MW      | &0000000000000004000000 | Működik                |
| Trillo II             | Trillo                                        | Guadalajara | PWR     |                  |            | 1000 MW      | 950 MW       | &0000000000000000000000 | A projektet törölték   |
| Valdecaballeros I     | Valdecaballeros                               | Badajoz     | BWR     |                  |            | 975 MW       | 939 MW       | &0000000000000000000000 | Építés előtt törölték. |
| Valdecaballeros II    | Valdecaballeros                               | Badajoz     | BWR     |                  |            | 975 MW       | 939 MW       | &0000000000000000000000 | Építés előtt törölték. |
| Vandellós I           | Vandellós                                     | Tarragona   | PWR     | EDF              | UNGG       | 500 MW       | 480 MW       | &0000000000000002000000 | Várakozási szakaszban  |
| Vandellós II          | Vandellós                                     | Tarragona   | PWR     | Westinghouse     | WE 3-loops | 1087 MW      | 1045 MW      | &0000000000000004000000 | Működik                |
| Vandellós III         | Vandellós                                     | Tarragona   | PWR     |                  |            | 1000 MW      | 900 MW       | &0000000000000000000000 | A projektet törölték   |
| Vergara               | Tudela                                        | Navarra     |         |                  |            |              |              | &0000000000000000000000 | A projektet törölték   |

## Kronológia
| Iberdrola | 53% |
| Endesa    | 36% |
| Fenosa    | 11% |

| Iberdrola | 53% |
| Endesa    | 36% |
| Fenosa    | 11% |

|  |  |

|  |  |

| Labein | 100% |

| UPB | 100% |

| Endesa | 100% |

| Endesa    | 85% |
| Iberdrola | 15% |

|  |  |

|  |  |

|  |  |

|  |  |

| Iberdrola | 100% |

| CIEMAT | 100% |

| Endesa | 100% |

| Endesa | 100% |

| Nuclenor | 100% |

| CIEMAT | 100% |

|  |  |

|  |  |

| Iberduero | 100% |

| Iberduero | 100% |

|  |  |

|  |  |

|  |  |

|  |  |

|  |  |

| Fenosa | 60% |
| HC     | 20% |
| Viesgo | 20% |

| Viesgo | 100% |

| Iberduero | 100% |

|  |  |

|  |  |

| Iberdrola | 48%   |
| Fenosa    | 34,5% |
| HC        | 15,5% |
| Nuclenor  | 2%    |

| Unión | 100% |

| Hidrola   | 50% |
| Sevillana | 50% |

| Hidrola   | 50% |
| Sevillana | 50% |

| Hifrensa | 100% |

| Endesa    | 72% |
| Iberdrola | 28% |

| Enher   | 58% |
| Hidruña | 30% |
| Fecsa   | 8%  |
| EDF     | 4%  |

|  |  |

| Fenosa | 100% |

## Tulajdonos vállalatok

### Kísérleti és kutatási reaktorok
| Reaktor   | Tulajdonos                                                        | Üzemeltető |
| --------- | ----------------------------------------------------------------- | ---------- |
| Arbi      | Energia-, Környezetvédelmi és Technológiai Kutatóközpont (CIEMAT) | Labein     |
| Argos     | Barcelonai Műszaki Egyetem (UPB)                                  | UPB        |
| Coral I   | Energia-, Környezetvédelmi és Technológiai Kutatóközpont (CIEMAT) | CIEMAT     |
| JEN-1 MOD | Energia-, Környezetvédelmi és Technológiai Kutatóközpont (CIEMAT) | CIEMAT     |

### Kereskedelmi reaktorok
| ~1970   | Enher                                           | ERZ                                             | Fecsa                                           | Segre                                           | Sevillana                                       | Viesgo                                          | Iberduero                                       | Hidrola                                         | Hidruña                                         | Unión                                           | Fenosa                                          | Hidrocantábrico                                 | EDF                                             | Eiasa                                           |                                                 |
| ~1985   | Endesa                                          | Endesa                                          | Fecsa                                           | Fecsa                                           | Sevillana                                       | Viesgo                                          | Iberduero                                       | Hidrola                                         | Hidrola                                         | Unión Fenosa                                    | Unión Fenosa                                    | Hidrocantábrico                                 | EDF                                             | Uralita                                         |                                                 |
| ~2010   | Endesa                                          | Endesa                                          | Endesa                                          | Endesa                                          | Endesa                                          | Endesa                                          | Iberdrola                                       | Iberdrola                                       | Iberdrola                                       | Gas Natural Fenosa                              | Gas Natural Fenosa                              | HC Energía                                      | EDF                                             | Uralita                                         |                                                 |
| Reaktor | Az egyes reaktorok százalékos tulajdoni hányada | Az egyes reaktorok százalékos tulajdoni hányada | Az egyes reaktorok százalékos tulajdoni hányada | Az egyes reaktorok százalékos tulajdoni hányada | Az egyes reaktorok százalékos tulajdoni hányada | Az egyes reaktorok százalékos tulajdoni hányada | Az egyes reaktorok százalékos tulajdoni hányada | Az egyes reaktorok százalékos tulajdoni hányada | Az egyes reaktorok százalékos tulajdoni hányada | Az egyes reaktorok százalékos tulajdoni hányada | Az egyes reaktorok százalékos tulajdoni hányada | Az egyes reaktorok százalékos tulajdoni hányada | Az egyes reaktorok százalékos tulajdoni hányada | Az egyes reaktorok százalékos tulajdoni hányada | Az egyes reaktorok százalékos tulajdoni hányada |
| ------- | ----------------------------------------------- | ----------------------------------------------- | ----------------------------------------------- | ----------------------------------------------- | ----------------------------------------------- | ----------------------------------------------- | ----------------------------------------------- | ----------------------------------------------- | ----------------------------------------------- | ----------------------------------------------- | ----------------------------------------------- | ----------------------------------------------- | ----------------------------------------------- | ----------------------------------------------- | ----------------------------------------------- |
|         |                                                 |                                                 |                                                 |                                                 |                                                 |                                                 |                                                 |                                                 |                                                 |                                                 |                                                 |                                                 |                                                 |                                                 |                                                 |
|         |                                                 |                                                 |                                                 |                                                 |                                                 |                                                 |                                                 |                                                 |                                                 |                                                 |                                                 |                                                 |                                                 |                                                 |                                                 |

## Jelmagyarázat
| Cellák színei       | Cellák színei |
| ------------------- | --- |
|                     | A reaktorprojektet még az építési munkálatok megkezdése előtt törölték.                                                           |
|                     | A reaktorprojektet az építési munkálatok során törölték.                                                                          |
|                     | Lekapcsolt, leszerelt vagy leszerelés alatt álló reaktor.                                                                         |
|                     | Üzemben lévő reaktor. |
| Állapot szimbólumok | |
|                     | funkcionális mag, általában kritikus állapotban.                                                                                  |
|                     | A reaktor biztonságosan leállt, de még mindig van benne hasadóanyag.                                                              |
|                     | Az üzemanyag nélküli, de még mindig erősen radioaktív látens reaktormag.                                                          |
|                     | Leállított reaktor, a telephely feltehetően radioaktivitásmentes.                                                                 |
|                     | A telephelyen nem volt radioaktív anyag, így a természetes radioaktivitáson kívül más radioaktivitás nem található a telephelyen. |

## Fordítás
- Ez a szócikk részben vagy egészben  az   Anexo:Reactores nucleares de España című spanyol Wikipédia-szócikk ezen változatának fordításán alapul.  Az eredeti cikk szerkesztőit annak laptörténete sorolja fel. Ez a jelzés csupán a megfogalmazás eredetét és a szerzői jogokat jelzi, nem szolgál a cikkben szereplő információk forrásmegjelöléseként.